# Walksfelde
Walksfelde ist eine Gemeinde im Kreis Herzogtum Lauenburg in Schleswig-Holstein.

## Geschichte
Walksfelde wurde erstmals als Walegotsa im Jahre 1158 in einer Urkunde erwähnt, als es Bischof Evermod von Ratzeburg als Teil der Grundausstattung des bischöflichen Tafelguts erhielt. Daher kam Walksfelde später als Teil des Fürstentums Ratzeburg zu Mecklenburg-Strelitz. Es gehörte bis zum Groß-Hamburg-Gesetz von 1937 zu Mecklenburg und kam im Folgejahr zum Kreis Herzogtum-Lauenburg. Im Jahre 1939 wurde Walksfelde in die Nachbargemeinde Poggensee eingegliedert. Im Jahre 1951 kam die wieder selbstständige Gemeinde zum Amt Nusse, das 2008 im Amt Sandesneben-Nusse aufging.

## Politik

### Gemeindevertretung
Bei der Kommunalwahl 2023 errang das Bürgerteam Walksfelde erneut alle neun Sitze in der Gemeindevertretung. Die Wahlbeteiligung betrug 64,6 Prozent.

### Wappen
Blasonierung: „Von Gold und Rot schräglinks geteilt. Oben der schwarze mecklenburgische Stierkopf, unten ein stehender, natürlich tingierter, schwarz bewehrter Storch.“